# مرز مصر و غزه

نوار غزه

مرز مصر و فلسطین، که مرز مصر و غزه نیز نامیده می‌شود، مرزی به طول ۱۲-کیلومتر (۷٫۵-مایل) بین مصر و نوار غزه است. یک منطقه حائل در امتداد مرز وجود دارد که حدود ۱۴ کیلومتر (۸٫۷ مایل) طول دارد.
گذرگاه مرزی رفح تنها گذرگاه بین مصر و نوار غزه است. این شهر در مرز بین‌المللی واقع شده است که در پیمان صلح مصر و اسرائیل در سال ۱۹۷۹ تأیید شده است. فقط عبور و مرور افراد از طریق گذرگاه مرزی رفح انجام می‌شود؛ به این ترتیب، مرز مصر-غزه فقط برای عبور افراد باز است، نه کالا. تمام ترافیک محموله‌ها باید از طریق اسرائیل و معمولاً از طریق گذرگاه مرزی کرم شالوم که تحت کنترل اسرائیل است، در مرز غزه-اسرائیل عبور کند.

## پیشینه
در اول اکتبر ۱۹۰۶، دولت‌های عثمانی و بریتانیا بر سر مرزی بین فلسطین تحت حاکمیت عثمانی و مصر تحت حاکمیت بریتانیا، از طابا تا رفح، به توافق رسیدند. اگرچه پس از جنگ جهانی اول، فلسطین تحت قیمومیت نیز تحت کنترل بریتانیا بود، مرز مصر و فلسطین برای کنترل رفت و آمد بادیه‌نشینان محلی حفظ شد. از سال ۱۹۴۸، غزه توسط مصر مستقل اشغال شد. در نتیجه، مرز بین نوار غزه و خود مصر صرفاً یک مرز اداری بدون کنترل مرزی بود. در جنگ شش‌روزه ۱۹۶۷، اسرائیل شبه‌جزیره سینا و نوار غزه را از مصر فتح کرد و دوباره کنترل مرزی اسمی وجود داشت.
در سال ۱۹۷۹، اسرائیل و مصر پیمان صلحی امضا کردند که سینا، که هم‌مرز با نوار غزه است، را به کنترل مصر بازگرداند. به عنوان بخشی از آن پیمان، یک نوار زمینی به عرض ۱۰۰ متر، معروف به مسیر فیلادلفیا، به عنوان منطقه حائل بین نوار غزه و مصر ایجاد شد. در پیمان صلح، مرز بازسازی‌شدهٔ غزه و مصر از طریق شهر رفح ترسیم شد. وقتی اسرائیل در سال ۱۹۸۲ از سینا عقب‌نشینی کرد، رفح به دو بخش مصری و فلسطینی تقسیم شد و خانواده‌ها را که با موانع سیم خاردار از هم جدا شده بودند، از هم جدا کرد.

## منطقه حائل توسط اسرائیل
طبق پیمان صلح مصر و اسرائیل در سال ۱۹۷۹، منطقه حائل مسیر فیلادلفیا، نواری به عرض ۱۰۰ متر در امتداد مرز غزه و مصر بود. تا سال ۲۰۰۰، منطقه حائل واقعی ۲۰ تا ۴۰ متر عرض داشت و یک دیوار بتنی به ارتفاع ۲٫۵ تا ۳ متر با سیم خاردار در بالای آن قرار داشت.
در طول انتفاضه دوم که در سال ۲۰۰۰ آغاز شد، اسرائیل منطقه حائل را به ۲۰۰ تا ۳۰۰ متر گسترش داد و یک دیوار حائل عمدتاً از ورق‌های فلزی موج‌دار ساخت، که روی آن سیم خاردار و قطعات بتنی کشیده شده بود. ساخت منطقه حائل مستلزم تخریب کل بلوک‌های خانه در ورودی اصلی به شاهراه مرکزی رفح بود.

### گسترش ۲۰۰۱–۲۰۰۳
از سال ۲۰۰۱، ارتش اسرائیل خانه‌های فلسطینیان را در رفح تخریب کرد تا منطقه حائل ایجاد کند. در سال ۲۰۰۲، صدها خانه در رفح برای گسترش منطقه حائل و ساخت یک دیوار فلزی به ارتفاع هشت متر و طول ۱٫۶ کیلومتر در امتداد مرز تخریب شدند. این دیوار همچنین دو متر در زیر زمین امتداد داشت. این دیوار حدود ۸۰ تا ۹۰ متر از مرز فاصله داشت که عرض راهروی گشت‌زنی را دو برابر می‌کرد. پس از تکمیل دیوار فلزی در اوایل سال ۲۰۰۳، تخریب‌ها ادامه یافت و حتی به طرز چشمگیری افزایش یافت.

### گسترش ۲۰۰۴، عملیات رنگین‌کمان
پس از مرگ پنج سرباز اسرائیلی که در منطقه حائل در ۱۲ مه ۲۰۰۴ فعالیت می‌کردند، دولت اسرائیل در ۱۳ مه طرحی را برای گسترش بیشتر منطقه حائل تصویب کرد که مستلزم تخریب صدها خانه بود. ارتش اسرائیل توصیه کرد که تمام خانه‌ها در شعاع ۳۰۰ متری مواضعش یا حدود ۴۰۰ متری مرز تخریب شوند. این طرح با انتقاد شدید بین‌المللی مواجه شد.
در ۱۴ مه، یک نیروی بزرگ ارتش اسرائیل وارد «بلوک برزیل» رفح شد و در درگیری‌های شدید، همان‌طور که توسط آنروا گزارش شده است، ۱۲ فلسطینی کشته و ۵۲ نفر زخمی شدند. نیروهای اسرائیلی شروع به تخریب خانه‌ها در محله قشتا کردند و ده‌ها خانه را ویران کردند. حدود نیمه‌شب همان روز، دیوان عالی دادگستری اسرائیل حکم موقت صادر کرد و ارتش اسرائیل را موقتاً از تخریب خانه‌ها در اردوگاه پناهندگان منع کرد، مشروط بر اینکه این اقدام بخشی از «یک عملیات نظامی منظم» نباشد. با این وجود، ارتش اسرائیل تخریب خانه‌ها را تا ساعت ۵:۰۰ بعد از ظهر ۱۵ مه ادامه داد. به دلیل «ضرورت نظامی فوری، خطر برای سربازان یا مانعی برای عملیات نظامی»، تعداد خانه‌های ویران شده به کمی بیش از ۱۰۰ خانه افزایش یافته است.
در ۱۶ مه، دیوان عالی حکم داد که ارتش اسرائیل می‌تواند خانه‌ها را بر اساس نیاز خود تخریب کند؛ ارتش اسرائیل متعهد شده بود که از تخریب غیرضروری خانه‌ها خودداری کند. روز بعد، اسرائیل عملیات رنگین‌کمان را آغاز کرد.
در ۱۸ مه، دولت اسرائیل اعلام کرد که طرح گسترش منطقه حائل در امتداد مرز مصر لغو شده است، در حالی که در همان روز ارتش به‌طور گسترده به رفح حمله کرد و به تخریب گسترده خود ادامه داد. در ۱۹ مه ۲۰۰۴، شورای امنیت سازمان ملل متحد کشتار غیرنظامیان فلسطینی و تخریب خانه‌ها را محکوم کرد.
بین ۱ آوریل ۲۰۰۳ و ۳۰ آوریل ۲۰۰۴، ۱۰۶ خانه در رفح تخریب شد. به گفته دیده‌بان حقوق بشر، توجیهات ارتش اسرائیل برای تخریب، مشکوک و تا حدودی با هدف داشتن یک منطقه مرزی وسیع و خالی برای تسهیل کنترل بلندمدت بر نوار غزه سازگار بود.

### گسترش ۲۰۰۵
طرح ارتش برای حفر خندق در امتداد مرز در سال ۲۰۰۵ پس از آنکه مشخص شد احتمالاً توسط مناخم مازوز، دادستان کل اسرائیل، رد خواهد شد، کنار گذاشته شد زیرا مستلزم تخریب ۳۰۰۰ خانه دیگر در رفح بود. در عوض، ارتش اسرائیل ساخت یک دیوار بتنی به ارتفاع ۷ تا ۹ متر (حدود ۲۰ تا ۳۰ فوت) در امتداد مرز را در یک نوار امنیتی به عرض ۶۰ تا ۱۰۰ متر (حدود ۲۰۰ تا ۳۰۰ فوت) آغاز کرد که مجهز به حسگرهای الکترونیکی و موانع بتنی زیرزمینی برای جلوگیری از تونل‌زنی بود.

## منطقه حائل توسط مصر

### دیوار فولادی ۲۰۰۹ مصر
در دسامبر ۲۰۰۹، مصر ساخت یک مانع مرزی در امتداد مرز غزه را آغاز کرد که شامل یک دیوار فولادی ۱۰–۱۱ کیلومتر (۶–۷ مایل) خواهد بود. طول و ۱۸ متر (۶۰ فوت) امتداد دارد زیر سطح. قرار بود این دیوار ظرف ۱۸ ماه تکمیل شود. این پروژه از ایالات متحده و فرانسه کمک دریافت کرد.
مصر مرز را با چند صد سرباز تقویت کرد تا از کارگران ساختمانی در برابر حملات تک تیراندازان فلسطینی محافظت کند.
منابع فلسطینی گفتند که ساخت این دیوار حائل به ده‌ها تونل قاچاق با عمق ۳۰ متر (۱۰۰ فوت) آسیب رسانده است. است که باعث می‌شود تقریباً هر روز فرو بریزند و اپراتورها را بکشند، به خصوص تونل‌های نزدیک پایانه مرزی رفح. آنها افزودند که بیشتر ۱۵۰۰ تونل بین غزه و مصر دست نخورده باقی مانده‌اند. این منابع همچنین اظهار داشتند که این پروژه، رژیم حماس در نوار غزه را که سالانه ۲۵۰۰ دلار برای حق بهره‌برداری از تونل دریافت می‌کند، نگران کرده است.

#### پشتیبانی
در سال ۲۰۱۰، محمود عباس، رئیس تشکیلات خودگردان فلسطین، حمایت خود را از این دیوار اعلام کرد و افزود: «این حق حاکمیتی مصری‌ها در کشور خودشان است. مایحتاج قانونی باید از طریق گذرگاه‌های قانونی وارد شود.» ایالات متحده حمایت خود را از این دیوار اعلام کرد و گفت که این دیوار به جلوگیری از قاچاق سلاح کمک خواهد کرد. دانشگاه اصلی الازهر قاهره رسماً از تصمیم دولت حمایت کرد و گفت که «این حق دولت است که در امتداد دیوارهای خود تأسیسات و موانعی بسازد که امنیت آن را افزایش دهد.»

#### مخالفت
گروه اسلام‌گرای حماس، که عملاً قدرت حاکم بر نوار غزه است، با این دیوار حائل مخالفت کرد و آن را «دیوار مرگ» نامید.
حسن نصرالله، رهبر گروه شبه‌نظامی حزب‌الله لبنان، از مصر خواست ساخت‌وساز را متوقف کند.
جبهه عمل اسلامی، یک گروه اسلام‌گرای اردنی، مصر را به خاطر ساخت دیوار حائل مورد انتقاد قرار داد و آن را به «همکاری» با اسرائیل و ایالات متحده متهم کرد. حمزه منصور، عضو مجلس شورای جبهه عمل اسلامی، گفت: «مقامات مصری با ساختن دیوار فولادی و بستن گذرگاه‌های مرزی با غزه، رنج فلسطینیان در غزه را افزایش می‌دهند.»
تعدادی از روحانیون برجسته مسلمان فتواهایی علیه ساخت این دیوار صادر کردند، در حالی که شیخ یوسف قرضاوی، وابسته به اخوان‌المسلمین در مصر، اعتراض خود را به این دیوار ابراز کرد. در ژانویه ۲۰۱۰، اعتراضات کوچکی علیه ساخت دیوار در مقابل سفارتخانه‌های مصر در اردن و لبنان برگزار شد.
در تظاهرات فلسطینی‌ها در امتداد مرز در سال ۲۰۱۰، یک مرزبان مصری به ضرب گلوله کشته شد و ۲۰ فلسطینی بر اثر آتشباری مصری‌ها زخمی شدند.

### تخریب خانه‌ها و تونل‌های قاچاق در مصر (۲۰۱۳–۲۰۱۵)
در اکتبر ۲۰۱۴، مصر اعلام کرد که پس از حمله تروریستی از غزه که منجر به کشته شدن ۳۱ سرباز مصری شد، قصد دارد منطقه حائل بین غزه و مصر را گسترش دهد. این منطقه حائل «به منظور متوقف کردن عبور سلاح و شبه‌نظامیان از طریق تونل‌های قاچاق مرزی ایجاد شد، اما در عین حال فشار بیشتری بر گروه شبه‌نظامی فلسطینی حماس وارد می‌کند.»
در ۲۹ اکتبر ۲۰۱۴، مصر تخریب خانه‌ها در مرز خود با نوار غزه را به عنوان بخشی از یک منطقه حائل ۵۰۰-متر (۵۵۰-یارد) که برای جلوگیری از قاچاق سلاح به نوار غزه برنامه‌ریزی شده بود، آغاز کرد.
مقامات مصری به ساکنان مناطق مرزی شرقی این کشور دستور دادند تا پیش از تخریب خانه‌هایشان، آنها را تخلیه کنند. قرار بود منطقه حائل شامل گودال‌های پر از آب باشد تا مانع از حفر تونل توسط حفرکنندگان شود. قرار بود ۵۰۰ متر عرض داشته باشد و در امتداد ۱۳ امتداد یابد. کیلومتر مرز. پس از اعلام ابراهیم محلب، نخست‌وزیر مصر، مبنی بر اینکه هر ساکنی که تمایلی به جابجایی عمدی نداشته باشد، به زور از خانه‌هایش بیرون رانده خواهد شد، بسیاری از ساکنان منطقه را ترک کردند. در ۱۷ نوامبر ۲۰۱۴، مصر اعلام کرد که به دلیل تونل‌های کشف‌شده که از حد انتظار طولانی‌تر بودند، منطقه حائل دو برابر شده و به یک کیلومتر افزایش خواهد یافت.
محمود عباس، رئیس‌جمهور فلسطین، با این عملیات موافقت کرد و استدلال کرد که تونل‌های قاچاق زیر مرز، ۱۸۰۰ میلیونر به بار آورده‌اند و برای قاچاق اسلحه، مواد مخدر، پول نقد و تجهیزات جعل اسناد استفاده می‌شوند. عباس پیش از این توصیه کرده بود که تونل‌ها را با آب‌گرفتگی مسدود یا تخریب کنند، و سپس صاحبان خانه‌هایی را که ورودی تونل‌ها را دارند، با تخریب آن خانه‌ها مجازات کنند.
در ۸ ژانویه ۲۰۱۵، گسترش مصر منجر به تخریب حدود ۱۲۲۰ خانه، و تخریب بیش از ۱۶۰۰ تونل شد. برخی از تونل‌های کشف شده بیش از یک کیلومتر طول داشتند و شامل سیستم‌های روشنایی، تهویه و تلفن بودند. انتظار می‌رفت کل هزینه این مرحله از منطقه حائل ۷۰ میلیون دلار باشد. در فوریه ۲۰۱۵، در واکنش به منطقه حائل، داعش ۱۰ مرد را که معتقد بود جاسوس موساد و ارتش مصر هستند، سر برید.
در ژوئن ۲۰۱۵، مصر حفر خندقی به عرض ۲۰ متر و عمق ۱۰ متر را در گذرگاه رفح به پایان رساند. این منطقه در دو کیلومتری مرز غزه و خارج از شهر رفح واقع شده و بخشی از منطقه حائل توسعه‌یافته است. گسترش خندق به همراه برج‌های دیده‌بانی برنامه‌ریزی شده بود.
در ۱۱ سپتامبر ۲۰۱۵، ارتش مصر شروع به پمپاژ آب از دریای مدیترانه به داخل تونل‌ها کرد. به گفته عبدالفتاح سیسی، رئیس‌جمهور مصر، آب‌گرفتگی تونل‌ها با هماهنگی تشکیلات خودگردان فلسطین انجام شده است. تعدادی از جناح‌های فلسطینی، طغیان مرز با آب دریا را محکوم کردند، زیرا این امر تهدیدی جدی برای محیط زیست و آب‌های زیرزمینی محسوب می‌شود. در نوامبر ۲۰۱۵، در نتیجه سیل، مناطق وسیعی از خاک فرو ریخت و خانه‌های غزه‌ای در رفح، نزدیک دروازه صلاح‌الدین، را تهدید کرد. آب شور از زمین جاری شد و خاک را آلوده و آن را برای کشاورزی غیرقابل استفاده کرد.
طبق گزارش دیده‌بان حقوق بشر، بین ژوئیه ۲۰۱۳ و اوت ۲۰۱۵، مقامات مصری حداقل ۳۲۵۵ ساختمان مسکونی، تجاری، اداری و اجتماعی را در امتداد مرز تخریب کرده و هزاران نفر را به زور از خانه‌هایشان بیرون رانده‌اند.
در فوریه ۲۰۲۰، مصر ساخت یک دیوار بتنی جدید ۳-کیلومتر (۲-مایل) در امتداد مرز خود با نوار غزه، از منتهی‌الیه جنوب شرقی غزه در کرم شالوم (کرم ابو سالم) تا گذرگاه مرزی رفح آغاز کرد. دیوار جدید علاوه بر دیوار قدیمی است و بیش از ۸ متر (۳۰ فوت) نخواهد بود. از قدیمی فاصله دارد. هر دو دیوار در داخل خاک مصر قرار دارند. دیوار ۷ متر (۲۰ فوت) خواهد بود ارتفاع دارد و به حسگرهای الکترونیکی مجهز خواهد بود.
در سال ۲۰۲۴، مصری‌ها اعلام کردند که در حال ساخت یک منطقه حائل در مرز مصر و غزه هستند.

## گذرگاه‌های مرزی

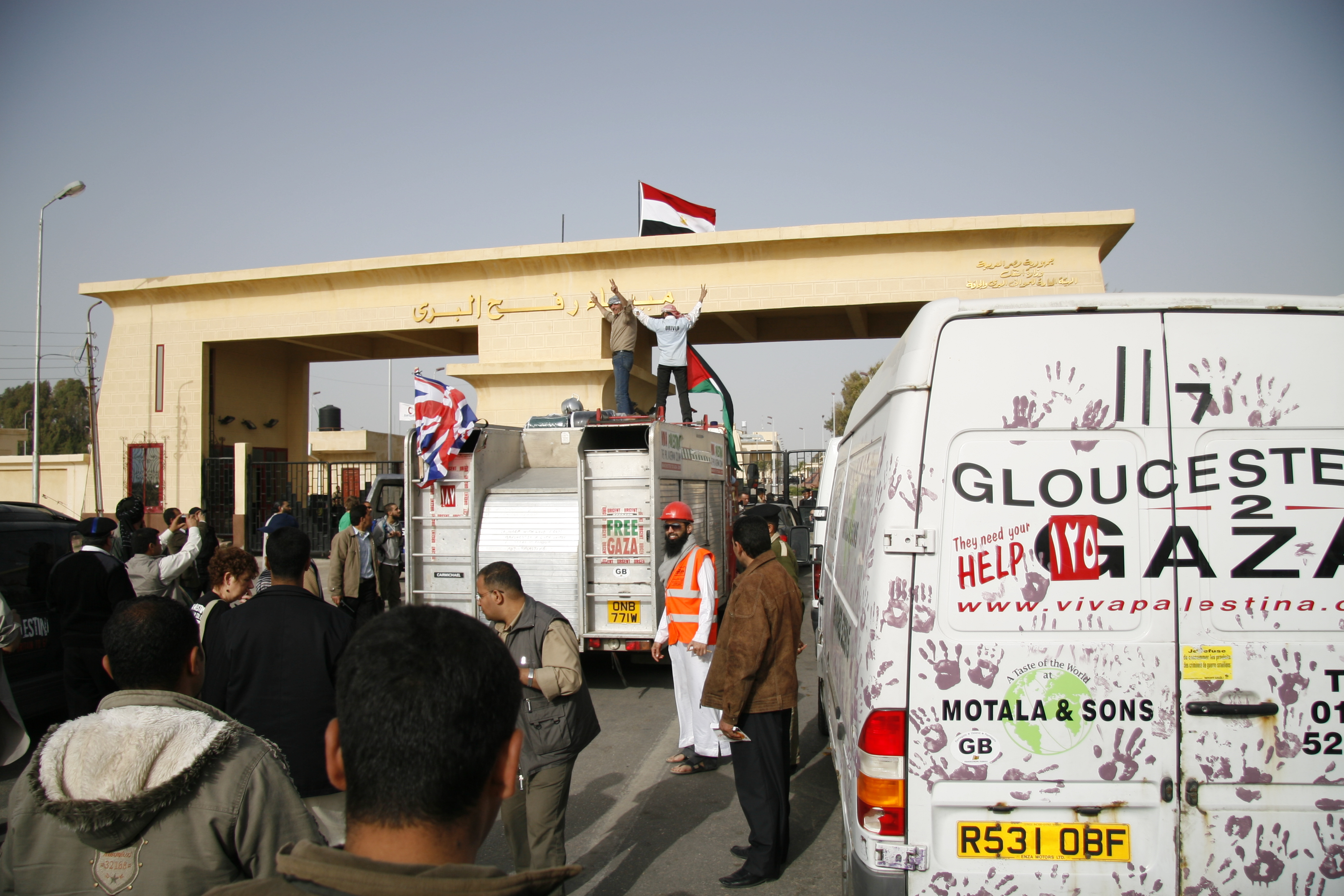
دروازه صلاح‌الدین در رفح

### گذرگاه رفح
گذرگاه رفح در درجه اول برای عابران پیاده طراحی شده بود، اما در طول جنگ ۲۰۲۳ به عنوان ورودی اصلی کامیون‌های امدادی مورد استفاده قرار گرفت.

### دروازه صلاح‌الدین
دروازه صلاح‌الدین، از فوریه ۲۰۱۸ یک گذرگاه مرزی تجاری ثانویه ۴ کیلومتری شمال غربی گذرگاه رفح، و به نام جاده صلاح الدین، شاهراه اصلی شمال به جنوب نوار غزه، نامگذاری شده است. قبل از سال ۲۰۱۸، این دروازه امکان دسترسی بشردوستانه دو طرفه را برای ساکنان غزه و سینا فراهم می‌کرد، اما برای اهداف تجاری استفاده نمی‌شد. در سال ۲۰۱۸، زمانی که شبه‌نظامیان حماس بخش غزه را اداره می‌کردند و از محموله‌های ورودی، که شامل کالاهایی با کاربرد دوگانه بحث‌برانگیز (غیرنظامی و نظامی) بودند، مالیات می‌گرفتند، ظاهراً بدون نظارت خارجی زیاد، تغییر کاربری داد. از ژوئیه ۲۰۲۳، «کالاها نیز به‌طور منظم از مصر، از طریق گذرگاه رفح، که توسط مقامات مصری کنترل می‌شود، و سپس از طریق دروازه صلاح الدین مجاور، که توسط مقامات محلی کنترل می‌شود، وارد غزه شده‌اند.» از سال ۲۰۱۸، دروازه صلاح الدین شاهد رشد مداوم ترافیک بوده است، به طوری که در سال‌های ۲۰۲۲/۲۰۲۳، بیش از ۵۰٪ مصالح ساختمانی، ۲۵٪ مواد غذایی و حدود ۴۰٪ اقلام غیرغذایی از طریق گذرگاه دروازه صلاح الدین وارد نوار غزه شده‌اند. در سال ۲۰۲۳، حدود ۳۶ درصد از کل واردات به نوار غزه از طریق این دروازه وارد شده است.

## تونل‌های قاچاق

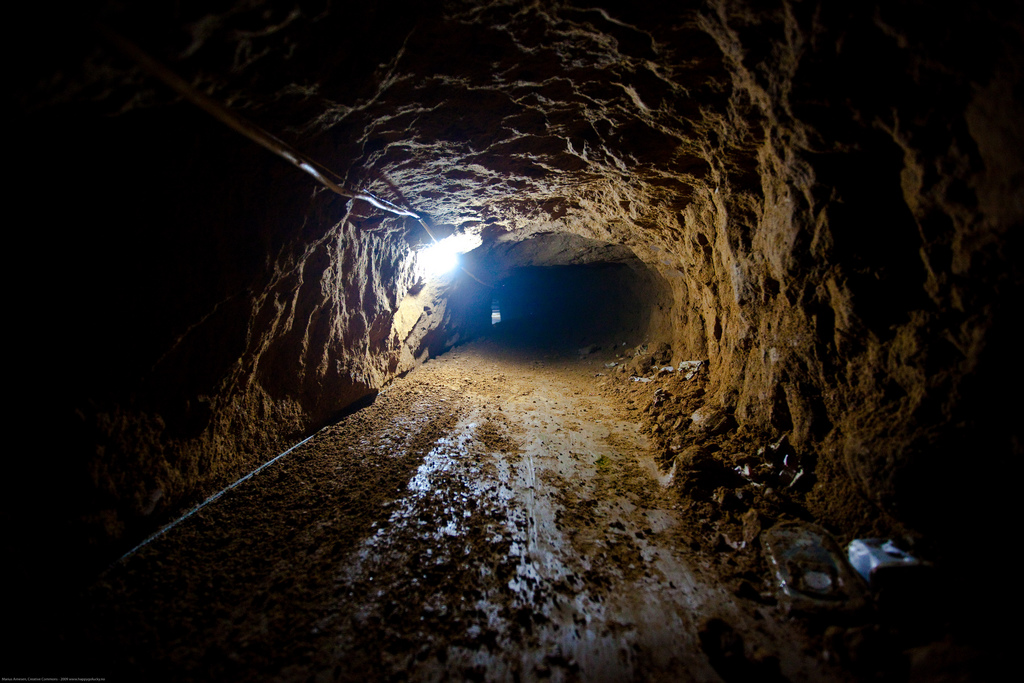
تونل قاچاق در رفح، ۲۰۰۹.

در ژانویه ۲۰۰۸، شبه‌نظامیان فلسطینی چندین بخش از دیوار مرزی شهر رفح را شکافتند. هزاران نفر از مردم غزه در جستجوی غذا و آذوقه به مصر سرازیر شدند.
به گفته تحلیلگران در کنفرانس امنیتی مصر در ژانویه ۲۰۱۰، این دیوار نشان‌دهنده نگرانی مصر از نفوذ شبه‌نظامیان الهام گرفته از القاعده از نوار غزه به مصر است، پس از آنکه حماس، مرجع حاکم بالفعل در نوار غزه، که مصر آن را به همراه اسرائیل، اتحادیه اروپا، ایالات متحده و دیگران یک گروه تروریستی می‌داند، آنها را از آنجا بیرون راند. تحلیلگران گفتند که مصر می‌تواند به پناهگاه و میدان نبردی برای گروه‌های کوچک شبه‌نظامی سلفی مانند جند انصارالله، ارتش اسلام و جلجلات تبدیل شود که از زمان به دست گرفتن کنترل توسط حماس در سال ۲۰۰۷، توسط این گروه‌ها سرکوب شده‌اند این مانع تأثیر کمی داشته و به گفته یک مقام امنیتی مصری، «صدها بار شکسته شده است».
پس از سقوط رژیم مبارک در سال ۲۰۱۱، مصر محدودیت‌های مرزی خود با نوار غزه را کاهش داد و برای اولین بار در چهار سال گذشته به فلسطینی‌های بیشتری اجازه عبور آزادانه از مرز را داد. ارتش مصر به تخریب تونل‌های قاچاق نوار غزه ادامه داد، به گفته ارتش مصر «به منظور مبارزه با هرگونه عنصر تروریسم». از آوریل ۲۰۱۳، مصر نیروهای خود را در مرز با نوار غزه تقویت کرد.
تا سپتامبر ۲۰۲۱، مصر بیش از ۳۰۰۰ تونل قاچاق را طی شش سال با آبگرفتگی یا پمپاژ گاز سمی تخریب کرده بود که در مواردی منجر به مرگ شده است.